# SiS300
SiS300是繼SIS6326，台灣半導體公司矽統科技（SiS）推出的第二代绘图芯片，於1999年在Computex Taipei發佈，於2000年正式推出市場。

## 設計
- SiS300顯示核心128位元架構
- 0.25um製程
- 365pin PBGA封裝
- 350Mhz RAMDAC
- 支援最高解析度是1920×1440
- 可搭配SDRAM、ESDRAM或SGRAM
- 最大可支援64MB顯示記憶體
- 附加功能方面，顯卡集成了SiS301附加芯片，可為SIS300顯示卡提供DVI输出和电视输出。

## 表現
SiS300的繪圖引擎稱為Rendering Engine。引擎利用MIP map表现出远近的层次，支持各种3D特效，同時搭配高精密度的Z-testing，並通過支持大容量顯示記憶體來滿足需要。亦支援最大64MB大容量顯示記憶體，也是當時支援最大記憶體容量的顯示卡。SiS300亦繼承了SiS6326的優良DVD硬體加速。SiS300更可配合當時隨卡附贈的3D立体眼镜，令3D游戏更真實。但由於延迟了發佈，当SiS300在2000年正式推出市場後，已被强勁的nVidia TNT2蓋過氣勢。其後SiS推出SIS305作出应对。

## 相关
- SiS305
- SiS315